# Monticola rufocinereus
El roquero chico (Monticola rufocinereus) es una especie de ave paseriforme de la familia Muscicapidae propia de África oriental y el suroeste de Arabia. 

## Descripción

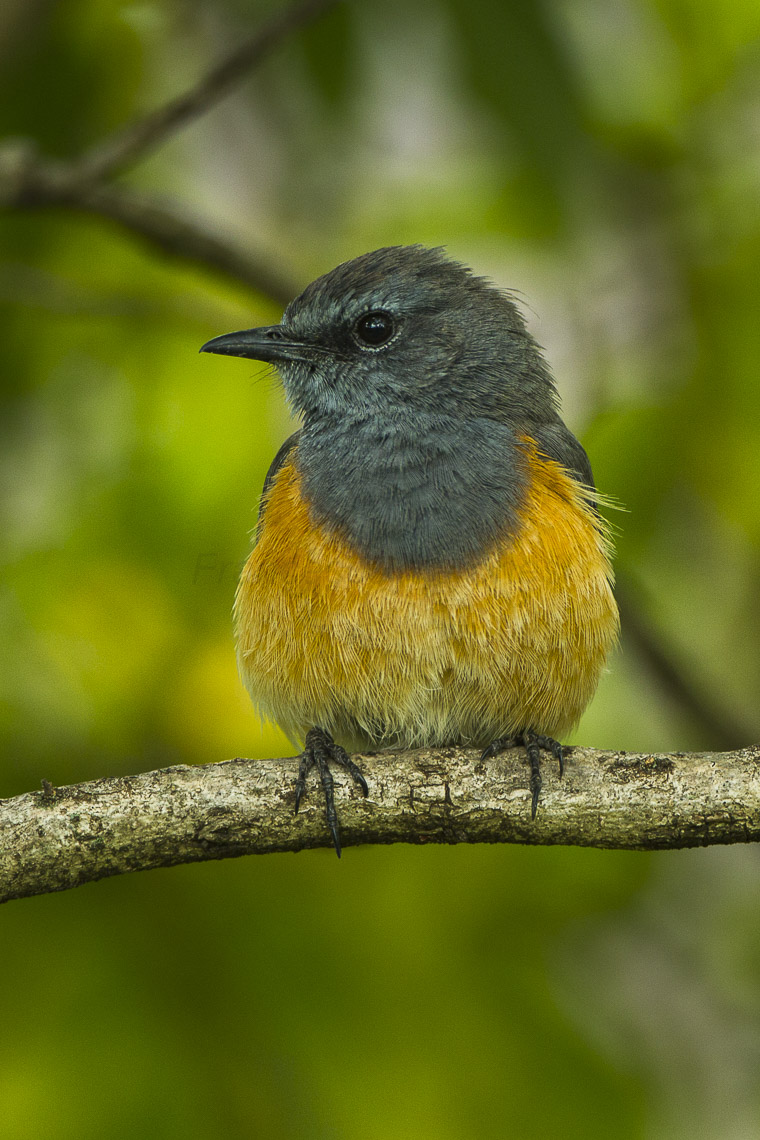
Macho en Kenia.

El roquero chico mide entre 15 y 16 cm, por lo que es el roquero más pequeño. El macho tiene las partes superiores, la cabeza, garganta y parte superior del pecho de color gris azulado, mientras que el resto de sus partes superiores son de color anaranjado, excepto el centro y la punta de su cola que forman una «T» invertida negruzca. Las hembras son de tonos más apagados y claros.
Es difícil de confundir con un colirrojo ya que es este tiene la cola más larga y no suele parar de moverla arriba y abajo.

## Distribución y hábitat
Se encuentra en Eritrea, Etiopía, Kenia, Omán, el sur Arabia Saudí, Somalia, Sudán del Sur, Tanzania, Uganda y Yemen. Su hábitat natural son los montes y zonas rocosas con algunos árboles, a veces cerca de poblaciones humanas.